# Kapitalistisch realisme
Kapitalistisch realisme (Duits: Kapitalistischer Realismus) is een richting binnen de Duitse beeldende kunst. De naam van de beweging staat tegenover socialistisch realisme en werd voor het eerst gebruikt door een drietal kunstenaars in de titel van een tentoonstelling in het begin van de jaren 60.
De kunstschilders Gerhard Richter, Sigmar Polke en Konrad Lueg organiseerden op 11 oktober 1963 in meubelhuis Berges in Düsseldorf de happening "Leben mit Pop – Eine Demonstration für den Kapitalistischen Realismus". Hiermee gaven deze kunstenaars, waarvan er twee uit de DDR afkomstig waren, een ironisch commentaar op enerzijds de socialistische kunstpraktijk en anderzijds de kapitalistische consumptiemaatschappij, die op dat moment in de Bondsrepubliek Duitsland een realiteit aan het worden was. 
Sinds hun happening uit 1963 wordt het begrip kapitalistisch realisme gebruikt om daarmee hun maatschappijkritische werk aan te duiden en dat van een klein aantal geestverwanten zoals Wolf Vostell en K.P. Brehmer. Het hoogtepunt van deze kunststroming lag tussen 1963 en 1975 maar de nawerking ervan duurt tot op heden, hoewel deze schilders tegenwoordig ook wel ingedeeld worden bij de Europese, en dan met name de Duitse, tak van de popart.
De naam kapitalistisch realisme werd vooral bekendgemaakt door de galeriehouder en tentoonstellingsmaker René Block, die nauwe contacten met deze kunstenaars onderhield. Hij gaf van hen vele grafische edities uit en publiceerde een tweedelig boekwerk: René Block: Grafik des Kapitalistischen Realismus, Berlijn, 1971/1974)
Behalve het idealiseren van consumptieartikelen in hun werk maakten de kunstenaars later ook meer politiek getint werk, bijvoorbeeld over het naziverleden, over seksisme, racisme, de Vietnam-oorlog en over andere maatschappelijke misstanden binnen het alledaagse kapitalisme. Als uitdrukkingsmiddel gebruikten ze naast happening ook grafiek, schilderkunst en installatie. Als hulpmiddel om hun onderwerpen te vinden kozen zij plaatjes uit tijdschriften, uit de reclame, familiefoto's, consumptieartikelen en triviale, alledaagse voorwerpen zoals auto's, knakworstjes en textielpatronen.